# Spectracanthicus murinus
Spectracanthicus murinus és una espècie de peix de la família dels loricàrids i l'única del gènere Spectracanthicus.

## Morfologia
- Els mascles poden assolir 6,4 cm de longitud total.[1][2]

## Hàbitat
És un peix d'aigua dolça i de clima tropical.

## Distribució geogràfica
Es troba a Sud-amèrica: conca del riu Tapajós (Brasil).